# Муми-мама
Муми-мама (швед. Muminmamman фин. Muumimamma) — персонаж серии книг, написанных финской писательницей Туве Янссон.

## Характеристика
Муми-мама — идеальная мама, воплощение доброты, нежности, заботы. Всегда готова принять у себя в доме новую «порцию» друзей своего любимого сына, накормить, окружить вниманием и уложить спать всю эту ораву. Она всегда ходит с сумкой, в которой, впрочем, не носит ничего особенного, только вещи, которые могут вдруг понадобиться: сухие носки, леденцы, порошки от желудка. Муми-папа встретил Муми-маму, когда море во время шторма принесло её прямо к нему в объятия.